# Îles Plaza
Les îles Plaza, en espagnol Islas Plaza, sont deux petites îles jumelles situées dans l'archipel des Galápagos (Équateur) : Plaza Nord et Plaza Sud. Elles sont inhabitées.

## Toponymie
Ces îles sont nommées en l'honneur de Leónidas Plaza, un président équatorien du début du XXe siècle.

## Géographie
Ces deux îlots, l'affleurement d'une plateforme de lave largement immergée, sont situés à quelques centaines de mètres du rivage nord-est de l'île Santa Cruz. On les qualifie communément d'îles jumelles en raison de leur nature, de leur forme, de leurs dimensions et de leur proximité l'une de l'autre. Elles ne sont en effet séparées que par un canal marin d'environ 200 m de large.

### Plaza Nord
Plaza Nord, la plus petite des deux îles, couvre une superficie d'approximativement neuf hectares, pour une longueur de 800 m et une largeur généralement inférieure à 100 m. Elle n'est accessible qu'aux scientifiques.

### Plaza Sud
Plaza Sud est la plus grande des deux îles, avec treize hectares. Ses dimensions sont d'un kilomètre sur au maximum 180 m. Elle se présente comme un plan incliné, atteignant une altitude de 25 m sur la partie sud. C'est la seule des deux îles qui peut être visitée.

## Flore

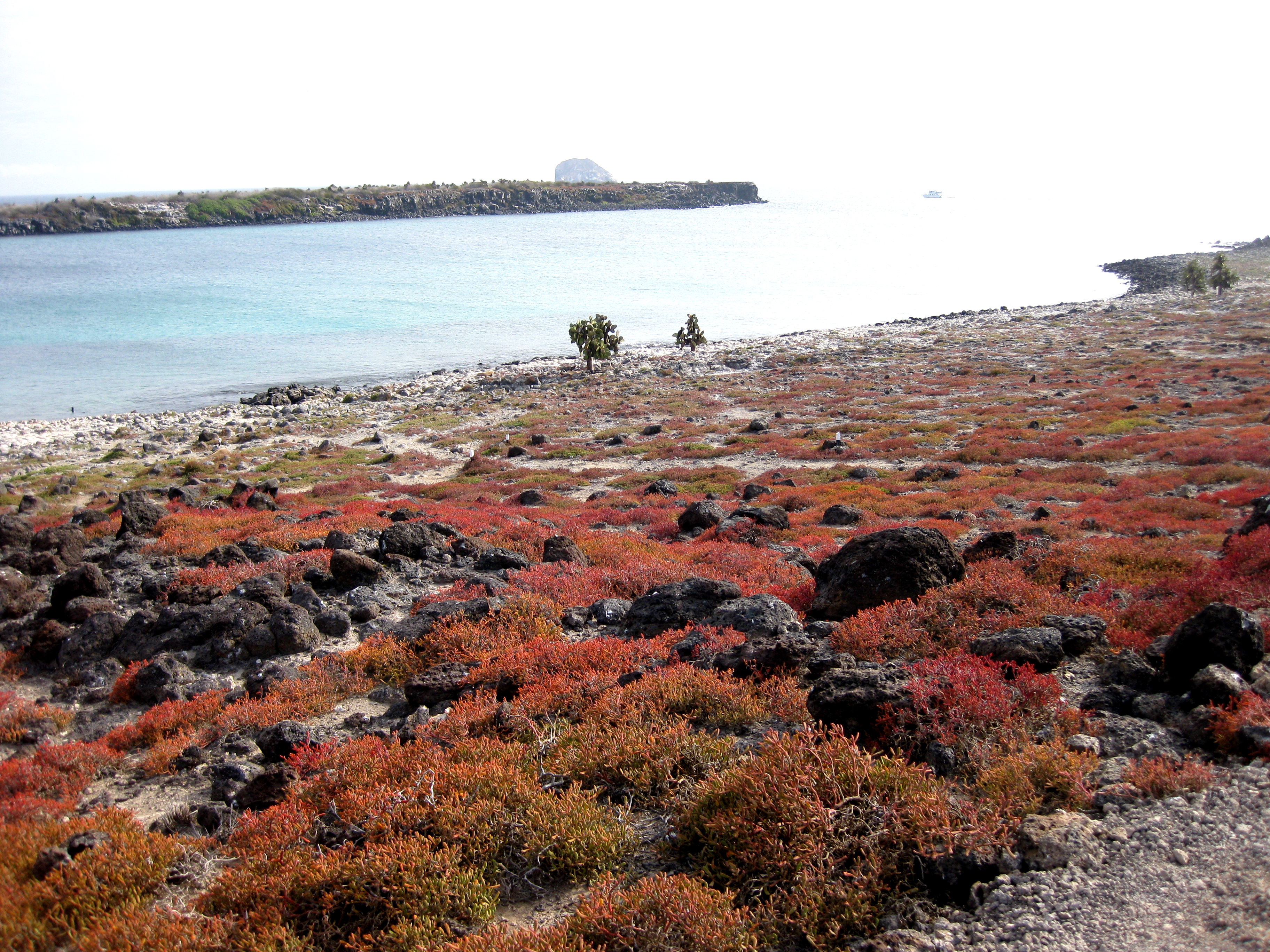
Tapis de Sesuvium edmondstonei, sur Plaza Sud.
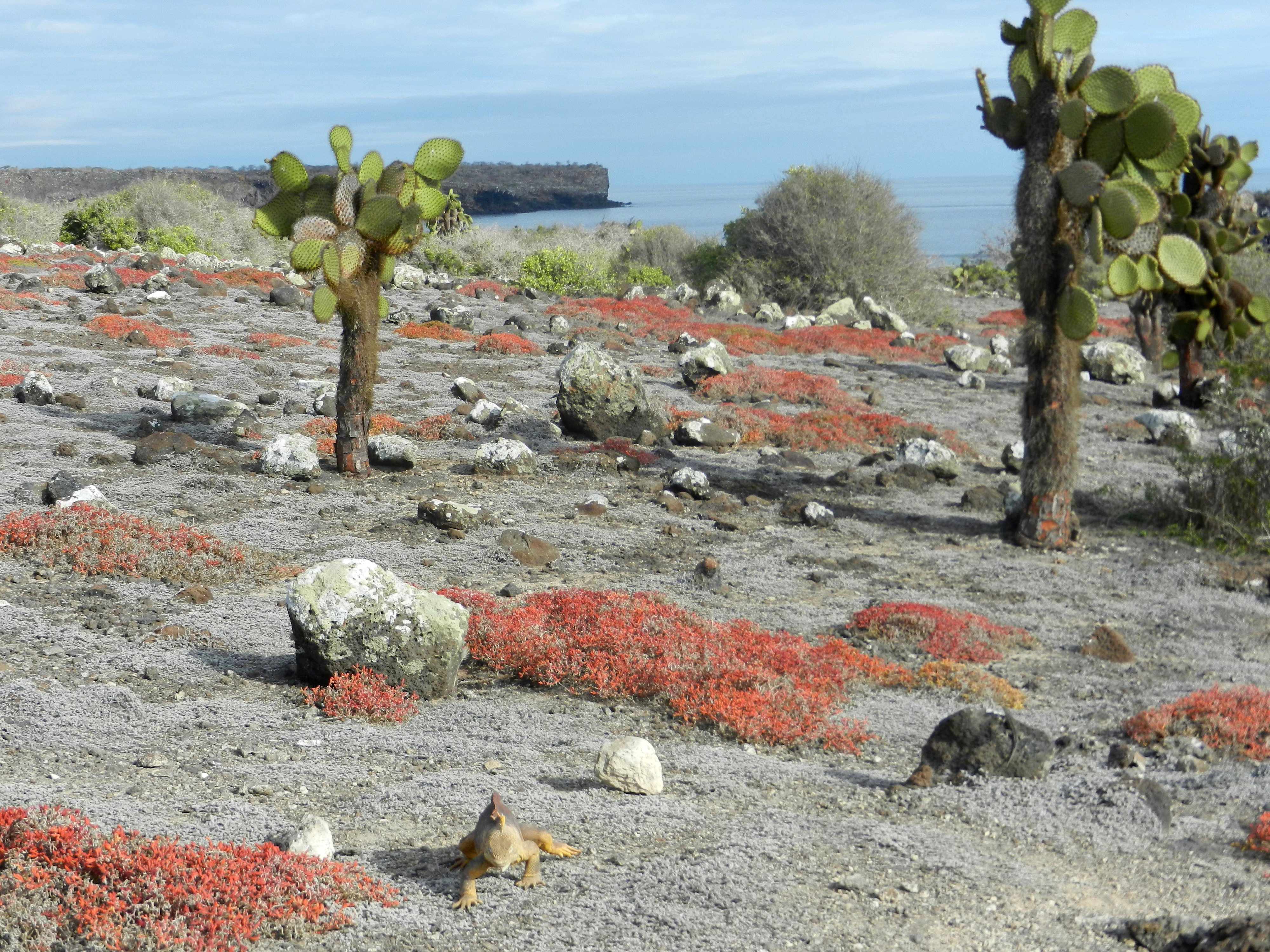
Opuntia et Sesuvium edmondstonei, sur Plaza Sud.

Deux plantes endémiques se rencontrent sur le sol aride de Plaza Sud :
- Sesuvium edmondstonei (en), une plante à fleurs de la famille des Aizoacées dont la couleur passe du vert à l'orange et au rouge en saison sèche ;
- le grand cactus Opuntia echios.

## Faune
Plaza Sud est un lieu de prédilection pour les otaries des Galápagos qui seraient un millier sur cette île.
Les iguanes terrestres de Plaza Sud sont plus petits que ceux des autres îles. Il est à noter que, malgré la grande proximité des deux îles jumelles, il n'y a pas d'iguanes terrestres sur Plaza Nord. L'iguane terrestre ne nage pas.
On rencontre aussi sur cette île des iguanes hybrides, résultats du croisement d'un iguane marin mâle et d'un iguane terrestre femelle. Ces iguanes se reconnaissent à leur couleur noire ou grise, leur crête d'iguane terrestre, leur face et leur queue d'iguane marin.